# Eustace IV av Boulogne
Eustace IV av Boulogne, född 1129, död 1153, var regerande greve av Boulogne från 1151 till 1153. 